# 深谷光軌
深谷光軌（ふかや こうき、1926年 - 1997年）は、日本の造園家、作庭家。実家は寺で、得度し僧籍に入る。後住職を辞し、1962年、36歳になってから本格的に庭園の作庭を開始した。

## 代表作
- 京王プラザホテル四号街路空間雑木林プロムナード　1971-1977年　1983年に改修
- 京王プラザホテル屋上庭園
- 日野自動車本社「日野台の杜」「日野台の湧水」　1972年 1984年に改修
- 山種美術館庭園
- ホテルグランドパレス造園空間『布引の滝』　1972年
- 王子スポーツガーデン　1973年
- 小西酒造東京支店「坪庭」 外空間　1973年
- 小西酒造本社 貴賓館　1975年
- 能登「サンかがや」　1976年
- 旧東京銀行栗田ビル/現一ツ橋SIビル　1978年
- 旧東京銀行青山寮 外空間　1975年
- 工学院大学八王子キャンパス5～11号館　1986年
- 工学院大学八王子キャンパス3号館　197年
- スコープ本社GLASS HOUSE 外空間　1990-91年
- 三番町KSビル外空間　1991年
- NTT広島仁保ビル外空間　1981年
- 立っている精神（島村融墓地 宇治平等院内）　1979年
- 越谷市民会館　碑　1979年
- 東京タワーボーリングセンター　1962年
- 日本放送協会軽井沢公館　1962年
- 八十二銀行長野研修所及び迎賓館「夜栄館」　1962年-1963年

- 本田技研工業ウエルカムポイント　1964年
- 木村屋總本店三芳工場　1965年
- メキシコ大使館　1965年
- ポーラ化成工業中央研究所　1965年
- 旧三和銀行国分寺寮（現在は国分寺ゼルクハウスに）　1965年
- 麻布レジデンショナルホテル　1966年
- ホテル宗藤　1966年
- 白洋社本社工場　1966年
- くにたち福祉会館　1966年
- ニュートーキョー小田急新館「貴船」 1967年
- 明治製菓百合ヶ丘総合グランド　1967年
- 山陰合同銀行東京アパート　1967年
- 姫の湯ホテル計画
- 朝日生命成人病研究所　1968年
- 朝日生命本社5F　1965年
- ホテル水明館計画　1965年
- 第一生命住宅（現在の相互住宅）小枝ビル

新館 1970
- ホテル白水外空間計画
- レストランあかべこ横浜店 外空間　1974年
- 栗田出版販売本社　1975年
- 厚別商業センターサンピアザ 外空間　1977年
- イトーヨーカドーグループ 多摩研修センター 外空間　1986年
- ハダザテ邸ゲストハウス（イラン）壁泉　1977年
- 藤井荘　1976年
- 山村家の墓　1983年
- 松方邸 にわ　1972年
- 小寺邸 にわ　1976年
- 水野邸 にわ　1987年

などがある。
人柄は激しく厳しく人に接するため、トラブルが耐えなかったという。
造園家と一緒にされるのを嫌い、そのため自分の作品を庭と呼ばず「外空間」と呼んだ。また、植栽を行うにも造園業者や植木屋を使わず、林業の植樹専門技術者に頼んでいた。

## 作品集
- 外空間を創る―深谷光軌作品集 Inner Landscape　Design　発行：マルモ出版 　2011年　8月

豊富な写真と図面集　bilingual (日本語：英語　併記）
内容：ブルーノ・タウトの著書『日本文化私観』に出会い、その思想が創作の出発になり、ギリシャの旅で目にしたコリント、ミケーネ、イドラ島等の遺跡に魅せられ、現代の渇い都市空間に「Inner Landscape：こころの風景」を創り続けた外空間作家「深谷光軌」が現代に一石を投ずる遺作集。
- 外空間―原風景への思惟 　村井修 深谷光軌 　1975年